# Bản
Bản hay Ban, Muban khi ghi bằng chữ Latinh, là đơn vị cư trú, đồng thời là đơn vị xã hội cơ sở thấp nhất ở vùng cư trú truyền thống của các dân tộc thuộc ngữ hệ Tai-Kadai.

Phân bố của ngữ hệ Tai-Kadai

Về địa lý đó là vùng bắc phần bán đảo Đông Dương và lân cận. Ngày nay vùng này ở trong lãnh thổ của Thái Lan, Lào, bắc Việt Nam, bắc Campuchia, phía nam tỉnh Vân Nam và tây tỉnh Quảng Tây Trung Quốc, Myanmar, và bang Assam ở đông bắc Ấn Độ.

## Từ nguyên
Từ bản được sử dụng trong vùng cư trú của các dân tộc thuộc ngữ hệ Tai-Kadai với ngôn ngữ điển hình là tiếng Thái. Trong tiếng Thái หมู่บ้าน đọc là muban, nhưng thường nói gọn là ban, gồm hai thành phần là หมู่ là nhóm và บ้าน là nhà, từ đó mang ý mới là cấp độ thấp nhất của khu dân cư.
"Bản" tương đương với làng hay thôn của người Kinh, với buôn (plei) ở Tây Nguyên, sóc ở vùng người Khmer, và thường được dịch sang tiếng Anh là hamlet.
Cấp độ cao hơn của khu dân cư, gồm nhiều bản, là "mường" (muang) và "chiềng" (chiang, xiang, xieng), có thể tương đương với xã, tổng (liên xã) hoặc huyện ở vùng của người Kinh. Tại Lào hiện dùng từ muang cho đơn vị hành chính cấp huyện (district), nhưng ở Việt Nam và Thái Lan thì không còn sử dụng.
Qua biến động lịch sử lâu dài thì một bản (hay mường, chiềng) có thể đã phát triển hay thu hẹp, và có thể thay đổi về sắc tộc đến cư trú nhưng tên gọi vùng dân cư vẫn giữ như cũ.
Ngày nay tại Thái Lan, Lào thì ban được đặt trước tên chính thức của bản, tạo ra địa chỉ. Ví dụ thị trấn Lak Sao trên Đường 8 bên Lào, lối cửa khẩu Cầu Treo, Hà Tĩnh sang, được ghi là "Ban Lak Sao".
Tại Việt Nam và Trung Quốc thì trong vùng cư trú của người Thái, Tày, Nùng, Choang, thói quen đã dẫn đến trong khẩu ngữ thường bỏ qua từ "bản" nếu tên bản có hai từ trở lên, ví dụ (bản) Nậm Sin, (bản) Cốc Lầy,... Từ "bản" không bỏ qua khi tên bản chỉ có một từ, ví dụ "bản Phiệt", "bản Cầm",... hoặc khi cần chỉ rõ cấp độ hành chính ví dụ "... tại bản Nậm Sin xã Bản Phiệt...".
Tại Việt Nam điều này dẫn tới khi lập tên xã dựa trên tên của một bản trong xã, thì "bản" trở thành thành tố tạo địa danh, ví dụ xã Bản Phiệt, xã Bản Cầm,...

## Bản ở Việt Nam
Bản tương đương với làng hay thôn của người Kinh. Số dân trong bản không đồng đều, thường có từ vài chục đến vài ba trăm người với mấy chục nóc nhà và ở rải rác cách nhau vài kilomet. Các bản nhỏ không phát triển thì có thể được quy về "xóm".
Trước năm 1970 mật độ dân cư thấp, bản thường nhỏ, và có thể không có ranh giới rõ ràng, đặc biệt là những vùng chưa thực hiện định canh định cư. Từ khi quản lý đất đai đi vào nề nếp, dân số tăng, thì bản có ranh giới lãnh thổ được xác định rõ ràng. Ở đó có nơi cư trú, canh tác, bãi chăn thả súc vật, rừng, sông suối, nghĩa địa, v.v. Trong bản thường có một họ gốc, họ lớn.
Trước đây, đứng đầu là trưởng bản, điều hành công việc theo tập quán và tinh thần cộng đồng.
Ngày nay đơn vị hành chính thấp nhất có tư cách pháp nhân là cấp xã. Tại các vùng này một xã gồm nhiều bản, hoặc một bản lớn, và việc phân chia khu dân cư dưới cấp xã dựa theo bản là chính, nếu quy mô bản phù hợp.

### Về sử dụng từ "bản" trong tiếng Việt
Sự phổ biến của từ "bản" ở bắc Việt Nam dẫn đến "bản" trở thành một từ trong vốn từ của tiếng Việt, với ý nghĩa là đơn vị cư trú cơ sở của dân tộc thiểu số hoặc ở vùng hẻo lánh. Từ được sử dụng mở rộng cho vùng dân tộc phi Tai-Kadai ở phía bắc, như vùng người Hmông.
Một số trường hợp sử dụng mở rộng chưa chuẩn hóa được ghi nhận là:
- Gọi tên vùng Buôn Đôn ở Tây Nguyên là "Bản Đôn".
- Dùng thuật ngữ "già làng trưởng bản" để chỉ những người có uy tín trong buôn bản làng các dân tộc thiểu số nói chung ở Việt Nam.

Từ bản cũng được sử dụng khi dịch văn bản tiếng nước ngoài, vì dụ "bản của người Nanai ở Siberia (nước Nga)...".

## Bản ở Lào
Tại Lào hệ thống phân cấp hành chính chủ yếu chia ra 4 cấp :
1. Trung ương
2. Tỉnh (tiếng Lào: ແຂວງ - khwaeng hoặc khoueng) và tương đương: 17 tỉnh, 1 thủ đô (tiếng Lào: ນະຄອນຫລວ - nakhon luang) Viêng Chăn.
3. Muang (tiếng Lào: ເມືອງ; mường hay huyện): 140 muang.
4. Ban.

"Ban" được xếp là đơn vị dân cư cơ sở, có tư cách và con dấu hành chính. Đứng đầu "ban" là trưởng bản do dân bầu ra và sau đó phải được chính quyền cấp trên xét công nhận. Quan hệ "Muang - Ban" thể hiện như truyền thống lâu đời, và được áp dụng trên cả vùng các dân tộc phi Tai-Kadai khác.
Sự phát triển không đồng đều của từng bản, sự khác nhau giữa vùng thấp là đồng bằng thềm sông Mekong với vùng cao, dẫn đến quy mô bản hết sức khác nhau. Các bản vùng cao ở muang Ta Oy, Dak Cheung,... tại Nam Lào chỉ có vài nóc nhà với hai chục người, trong khi ở thềm sông Mekong có đến trăm hộ.
Mặt khác sự phát triển kinh tế văn hóa dẫn đến hình thành các vùng đô thị hóa, các thị trấn,... Những vùng này bao gồm phần đất của nhiều bản.

## Bản ở Thái Lan
Tại Thái Lan muban hoặc ban (tiếng Thái: หมู่บ้าน) là đơn vị dân cư cơ sở. Tuy nhiên một khu dân cư lớn có thể gồm nhiều muban, cũng như một muban ở vùng thưa dân có thể gồm nhiều điểm dân cư .